# Municipalité des Îles

Localisation de la Municipalité des Îles

La municipalité des Îles était l'une des deux municipalités de Macao jusqu'à la rétrocession du territoire à la Chine en 1999. Cette division administrative couvrant l'ensemble des îles de Taipa et Coloane était administrée depuis 1988 par un conseil municipal  et supervisé par une assemblée municipale. Elle fut créée en 1928, par le diplôme législatif no 44, après l'extinction du commandement militaire de Taipa et Coloane.
La municipalité était divisée en deux freguesias :
- Freguesia de Nossa Senhora do Carmo (couvrant toute l'île de Taipa) ;
- Freguesia de São Francisco Xavier (couvrant toute l'île de Coloane).

Après la rétrocession, cette municipalité a été remplacée temporairement par la « municipalité provisoire des îles » . Le conseil municipal et son assemblée municipale ont pris, respectivement, le nom de « Conseil municipal provisoire des îles » et « Assemblée municipale provisoire des îles ». Mais, le 31 décembre 2001, les municipalités et leurs organes municipaux provisoires ont finalement été abolis, ce qui a abouti à un nouvel organe administratif, l'Institut pour les affaires civiques et municipales (IACM). L'IACM est subordonné au secrétaire de l'administration et de la justice.

## Composition
Depuis 1988, le conseil municipal des îles comptait 5 personnes : un président et un conseiller municipal (vereador) nommés par le gouverneur de Macao, et un vice-président et deux conseillers municipaux élus par l'assemblée municipale.
L'assemblée municipale était elle-même formée de :
- 3 membres élus au suffrage direct ;
- 3 membres élus au suffrage indirect ;
- 3 membres nommés par le gouverneur de Macao.

Les trois derniers présidents du conseil municipal des îles furent : Raul Leandro dos Santos (1986-1989 et 1993-1997), Fernando Rosa Duque (1989-1993), et Joaquim Madeira de Carvalho (1997-2001).

## Siège
Le siège de la municipalité, construit à Taipa en 1921 dans le style néoclassique et protégé depuis 1992, est maintenant transformé en « musée de l'histoire de Taipa et Coloane ».